# Poliorcétique byzantine

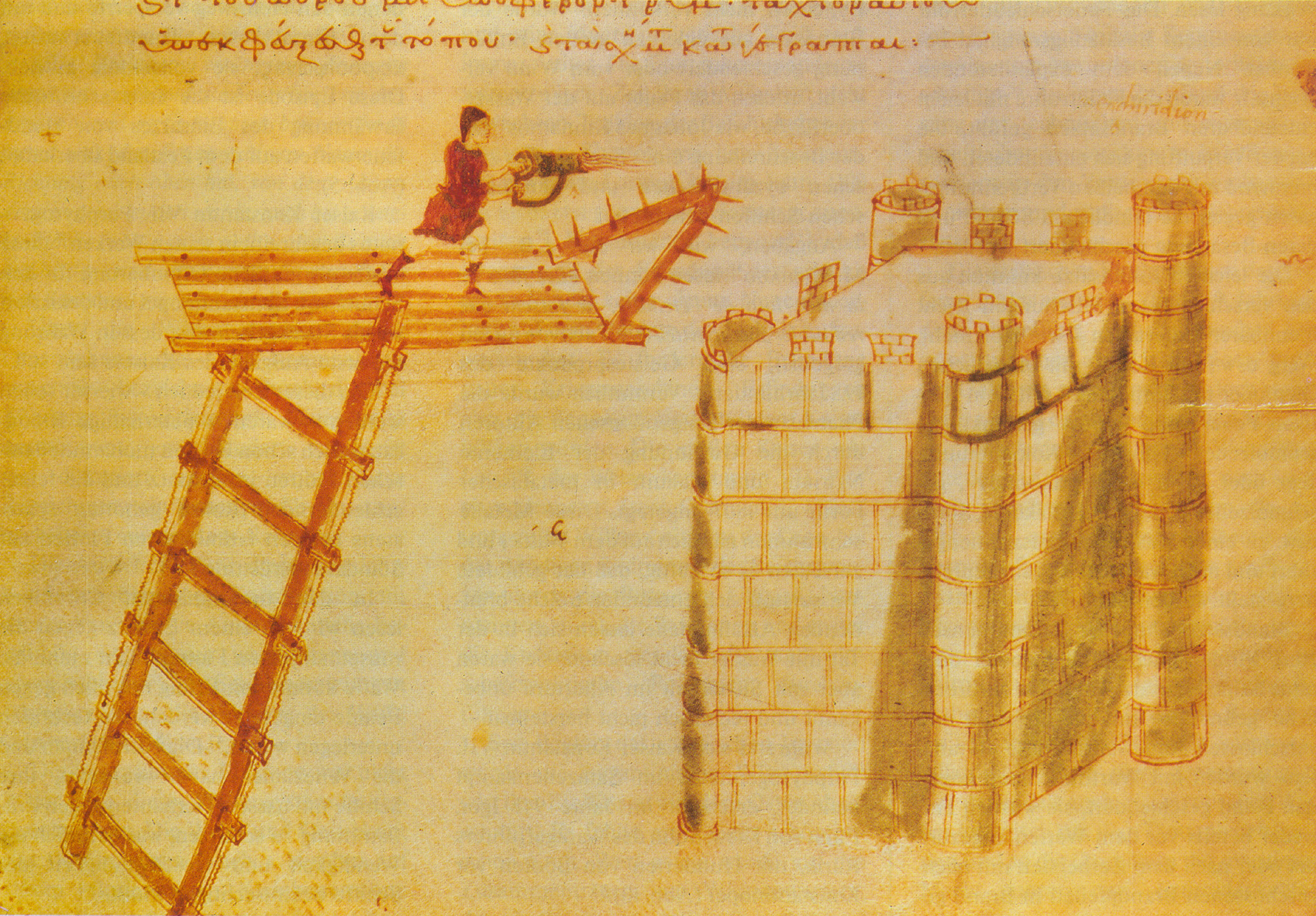
Utilisation du feu grégeois contre un château. Enluminure des Poliorcétiques de Héron de Byzance.

La poliorcétique byzantine est principalement connue par les poliorcetica (ou poliorketika), pluriel de poliorceticon ou poliorketikon (grec moderne : πολιορκητικόν), terme désignant la littérature byzantine se rapportant à un manuel de siège de fortification.

## Les «poliorcetica»
Comme une grande partie de la littérature byzantine, les « poliorcetica » sont souvent des compilations de guides antérieurs, illustrés avec des anecdotes bibliques ou classiques. La mesure dans laquelle ils sont le reflet des expériences issues du terrain et des techniques vraiment mises en œuvre à l'époque est parfois douteuse et dépend souvent largement de l'auteur.
Rédigés durant la période précédant l'emploi d'artillerie lourde, les « poliorcetica » ont tendance à moins se concentrer sur les grandes machines, et plus sur les techniques permettant d'amener des hommes près des fortifications, ainsi que sur les moyens de saper les positions des attaquants une fois que ceux-ci sont positionnés. Ces manuels byzantins fournissent aussi souvent de nombreux conseils sur les astuces psychologiques à employer contre les assiégés, ou pour encourager la trahison ou bien simplement pour créer une atmosphère de dissension préjudiciable à une défense prolongée et efficace. Ils traitent aussi des moyens d'éviter les trahisons dans son propre camp lorsque l'on défend une place assiégée.
Deux exemples de ce genre sont :
- Les 'Poliorcétiques' (en grec Παραγγέλματα πολιορκητικά, Parangelmata Poliorcetica (Παραγγέλματα πολιορκητικά) de Héron de Byzance
- De obsidione toleranda ("De la résistance aux sièges"), anonyme

Bien que n'appartenant pas techniquement aux poliorcetica, d'autres textes militaires byzantins comme le Stratégikon de Kékauménos et les Taktika de Nicéphore Ouranos comprennent fréquemment des chapitres ou des passages traitant des opérations de siège. Les traités composés par des soldats ou des généraux sont naturellement les sources les plus précieuses pour reconstituer les procédures ayant réellement été mises en œuvre sur le terrain.

## Sources
- "Byzantine Siege Warfare in Theory and Practice" (en anglais) par Eric McGeer dans The Medieval City under Siege

- (en) Cet article est partiellement ou en totalité issu de l’article de Wikipédia en anglais intitulé « Poliorcetica » (voir la liste des auteurs).